# Glauconycteris curryae
Glauconycteris curryae és una espècie de ratpenat de la família dels vespertiliònids. Viu al Camerun i la República Democràtica del Congo. El seu hàbitat natural són els boscos humits tropicals de plana i els boscos d'aiguamoll. Es desconeix si hi ha cap amenaça significativa per a la supervivència d'aquesta espècie. El nom específic curryae és en honor de la col·leccionista canadenca Noreen Curry, que patrocinà dues expedicions quiropterològiques a Àfrica a la dècada del 1970.